# EULAR
Europeiska alliansen för reumatologiföreningar (engelska: European Alliance of Associations for Rheumatology), tidigare kallad European League Against Rheumatism (förkortat EULAR), är en internationell yrkesförening av reumatologer. Det är en ideell organisation som företräder personer med reumatiska och rörelsehinder. Den samlar medicinska experter inom reumatologiområdet – reumatologer, forskare och vetenskapliga sällskap inom reumatologiområdet som är verksamma i enskilda europeiska länder (i Sverige t.ex. Svensk Reumatologisk Förening).
Organisationen grundades 1947 och är baserad i Zürich, Schweiz. Den publicerar rekommenderade procedurer för diagnos och behandling av reumatiska sjukdomar. Han publicerar dessa procedurer och annan expertinformation i tidskriften Annals of the Rheumatic Diseases. Den anordnar regelbundna möten och kongresser med experter inom reumatologi.